# Poetry Slam (ZDFkultur)
Poetry Slam ist ein von Studio.TV.Film produziertes Live-Format, das am 4. Oktober 2012 auf ZDFkultur das erste Mal ausgestrahlt wurde. 

## Inhalt
Das junge Literaturformat ‚Poetry Slam‘ ist eine 90-minütige Live-Übertragung eines Poetry Slams, bei der sechs junge Slam-Poeten in einen Dichterwettstreit treten. Die Slammer tragen dabei ihre eigenen Texte im Rahmen einer kurzen Performance vor, die sich zwischen Theater und Literatur bewegt. Moderiert wird die Sendung von Nina "Fiva" Sonnenberg, Jo Schück und Rainer Maria Jilg. Für musikalische Untermalung sorgt die Band ‚Rupert’s Kitchen Orchestra‘. Zu den Slammern zählen unter anderem Hazel Brugger, Anke Fuchs, Philipp Herold, Karsten Lampe, Patrick Salmen, Andy Strauß, Sarah Bosetti, Laura Reichel, Tilmann Döring und Sven Stickling.